# Mallomus angustiptera
Mallomus angustiptera är en fjärilsart som beskrevs av Antonius Johannes Theodorus Janse 1948. Mallomus angustiptera ingår i släktet Mallomus och familjen rotfjärilar. Inga underarter finns listade i Catalogue of Life.